# Совєтніков Іван Герасимович

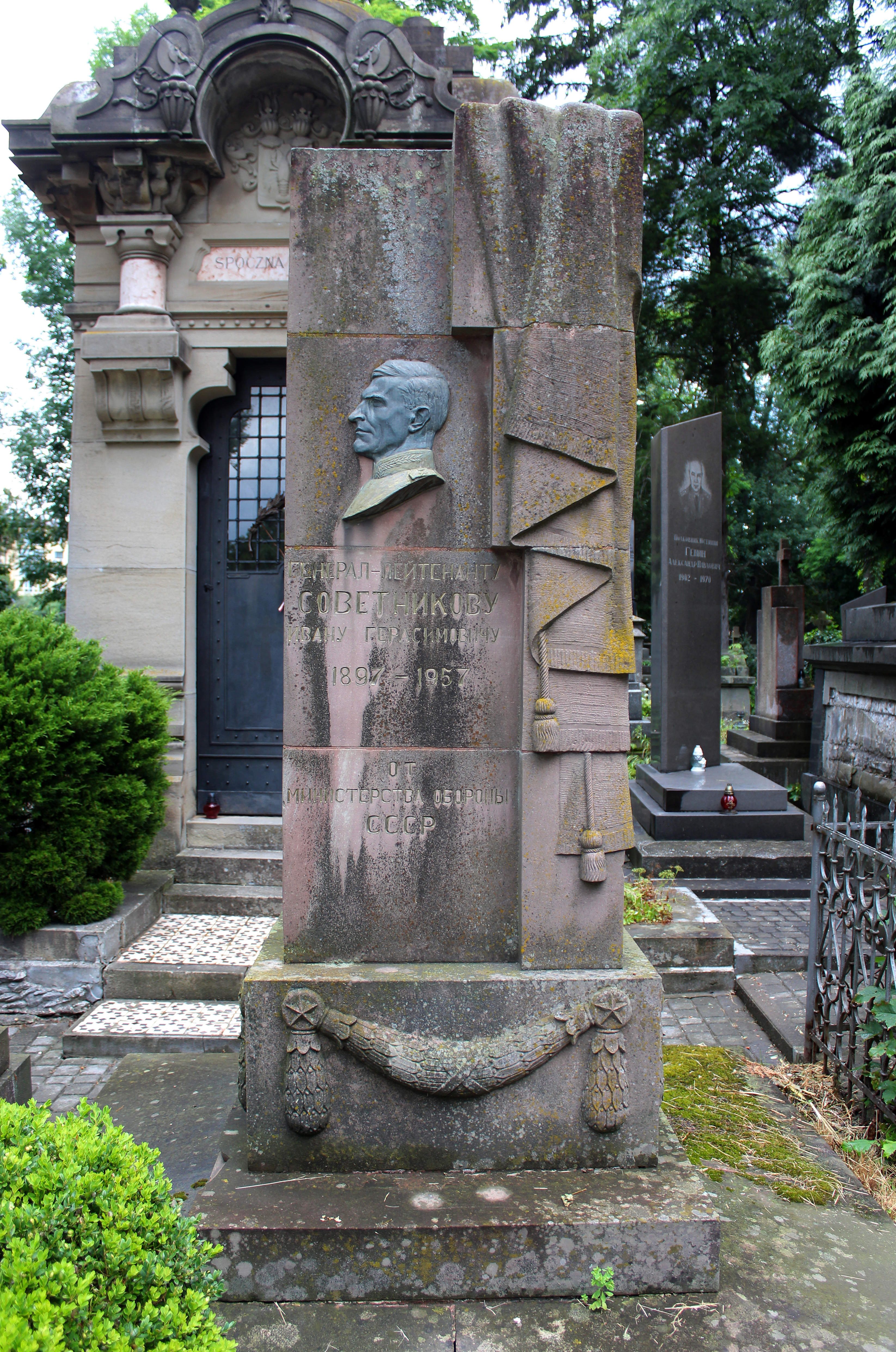

Іва́н Гера́симович Совє́тніков (1 (13) червня 1897 , Інсар, Пензенська губернія  — 1 лютого 1957 , Львів ) — радянський військовий діяч, генерал-лейтенант. Кандидат у члени ЦК КП(б)У в травні 1940 — січні 1949 р. Депутат Верховної Ради УРСР 1-го скликання.

## Біографія
Народився 13 червня 1897 року в селянській родині в селищі Інсар, тепер місто Республіки Мордовії, Росія. На військовій службі у російській армії з 1916 року. Після закінчення 1-ї Казанської школи прапорщиків (у 1917 році) командував ротою та батальйоном. Прапорщик, учасник Першої світової війни.
У Червоній армії з червня 1918 року. Під час громадянської війни в Росії брав участь в боях проти білогвардійців на Східному і Західному фронтах, командир роти і батальйону.
Після Громадянської війни проходив службу на командних і штабних посадах в Білоруському військовому окрузі. Був командиром взводу, командиром 7-ї роти 166-го стрілецького полку. З липня 1921 року — помічник командира 3-ї роти Мінських піхотних командних курсів. З липня 1924 року — помічник командира 1-ї роти, з вересня 1925 р. — командир взводу, з січня 1926 р. — в.о. командира і командир 2-ї роти, з жовтня 1927 року — командир роти стрілецького батальйону, а з лютого 1930 року — викладач тактики Білоруської Об'єднаної військової школи імені ЦВК Білоруської СРР.
У квітні 1931 — березні 1933 р. — командир батальйону, начальник полкової школи молодших командирів 190-го стрілецького полку. У березні 1933 — лютому 1935 р. — помічник начальника відділу бойової підготовки штабу Білоруського військового округу. З лютого 1935 р. — помічник начальника 2-го відділу штабу Білоруського військового округу.
У 1936 році закінчив два курси Військової академії імені Фрунзе. З жовтня 1936 року по жовтень 1937 року воював радянським добровольцем у Національно-революційній війні 1936—1939 років у Іспанії.
У жовтні 1937 — липні 1938 р. — помічник начальника 2-го відділу штабу Білоруського військового округу. У липні 1938 — квітні 1939 р. — командир 7-ї стрілецької дивізії.
Член ВКП(б) з 1939 року.
У квітні — липні 1939 р. — помічник командувача військ Київського Особливого військового округу (КОВО) по вищих навчальних закладах. У липні — серпні 1939 р. — командувач Житомирської армійської групи військ КОВО. У серпні 1939 — січні 1941 р. — командувач 5-ї армії КОВО. 24 березня 1940 року був обраний депутатом Верховної Ради УРСР 1-го скликання від Ківерцовського виборчого округу Волинської області.
У січні — червні 1941 р. — помічник командувача військ Київського Особливого військового округу по укріплених районах. Із початку німецько-радянської війни — заступник командувача військ Південно-Західного, потім Сталінградського, Донського, Центрального і Брянського фронтів по тилу (1941—1943).
З червня 1943 року командував 34-ю армією Північно-Західного фронту, а з січня 1944 року і до серпня 1945 року — 4-ю армією Закавказького фронту, яка дислокувалася в Ірані.
Після війни — заступник, згодом помічник командувача військ Туркестанського військового округу. У 1949 році закінчив Вищу Військову академію Генерального штабу імені Ворошилова.
У 1950 — лютому 1957 р. — помічник командувача військ Прикарпатського військового округу.
Помер 1 лютого 1957 року у Львові. Похований на полі № 1б Личаківського цвинтаря. Автори пам'ятника на могилі генерала-лейтенанта І. Г. Советнікова скульптор Валентин Подольський та архітектор Г.Швецький-Вінецький.

## Військові звання
- генерал-майор (4.06.1940)
- генерал-лейтенант (9.11.1941)

## Нагороди
- два ордени Леніна
- чотири ордени Червоного Прапора
- медалі